# Nossa Senhora do Rosário
Nossa Senhora do Rosário, Nossa Senhora do Santo Rosário ou Nossa Senhora do Santíssimo Rosário é o título mariano apresentado aquando da aparição da Santíssima Virgem Maria a São Domingos de Gusmão em 1214 na igreja do mosteiro de Prouille, na qual a mãe de Jesus entregou o Rosário ao fiel frade dominicano. É também o título pelo qual a Virgem Maria se apresentou aos três pastorinhos nas suas aparições em Fátima.

## A aparição da Virgem Maria e a revelação do Santo Rosário

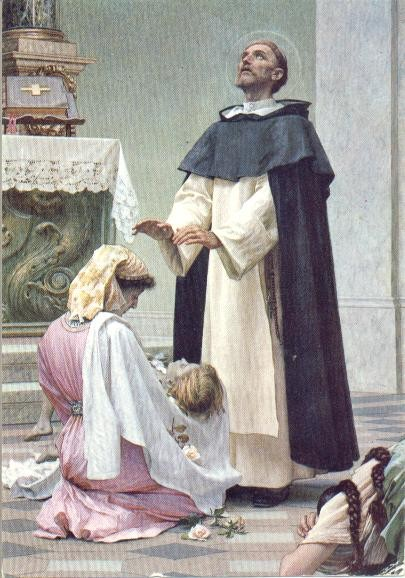
Domingos de Gusmão foi o grande propagador da oração do Santo Rosário e da devoção à Nossa Senhora do Rosário.

Em 1214, São Domingos de Gusmão, o fundador da Ordem dos Pregadores (ou dos Frades Dominicanos) estava na cidade de Toulouse, em França. Enquanto orava e fazia penitência pelos pecados dos homens, tendo passado três dias e três noites rezando e macerando o seu corpo com o objetivo de aplacar a cólera divina, parecia estar já morto pelas severas disciplinas quando a Virgem Maria lhe apareceu. Com Sua voz materna, disse-lhe:
«– Sabes tu, meu querido Domingos, de que arma se serviu a Santíssima Trindade para reformar o mundo?»
«– Ó Senhora! – respondeu ele, – Vós o sabeis melhor que eu, porque depois de vosso Filho, Jesus Cristo, fostes o principal instrumento de nossa Salvação.»
Respondeu-lhe Maria Santíssima:
«– Sabei que a peça principal da bateria foi a saudação angélica, que é o fundamento do Novo Testamento; e, portanto, se queres ganhar para Deus esses corações endurecidos, reza o meu saltério.»
Após a aparição mariana, São Domingos entrou na Catedral de Toulouse para reunir e falar aos fiéis, enquanto os sinos começaram a tocar sem qualquer intervenção humana. Quando o santo começou a pregar, uma espantosa tormenta se iniciou, houve um tremor de terra, o sol se velou, ouviram-se terríveis trovões e o céu iluminou-se de relâmpagos. Uma imagem de Nossa Senhora levantou três vezes os braços para pedir a Deus justiça para aqueles que não se arrependessem e recorressem à Sua proteção. São Domingos, perante tal fenómeno, orou das orações do Santo Rosário e, por fim, cessou a tormenta. Pôde ele, então, continuar tranquilamente a sua pregação, e fê-lo com tal zelo e ardor nas palavras que os habitantes da cidade abraçaram quase todos a devoção ao Rosário da Virgem Maria. Em pouco tempo, viu-se uma substancial conversão de vida das pessoas.
São Domingos, após a aparição e ter recebido o Santo Rosário das mãos de Nossa Senhora, tornou-se, ele próprio, o grande propagador dessa devoção mariana no início do século XIII. A Igreja Católica lhe conferiu o título de "Apóstolo do Santo Rosário". Naquela época havia muitos hereges que desviavam os fiéis da Igreja Católica. São Domingos, com a prática da oração do Rosário da Virgem Maria e a pedido expresso de Nossa Senhora, começou a combater as heresias dos albingenses, as quais cresciam vertiginosamente na França.
O Papa mandou vários missionários para combater os hereges, mas nada conseguiram. Somente São Domingos, com a criação de sua ordem religiosa e com a insistente oração do Rosário, é que conseguiu acabar com esses hereges. São Domingos dizia que em todas as orações do Rosário pedia a intercessão de Maria Santíssima para converter os hereges e, com o passar dos anos, conseguiu essa conquista.

## Significado do Santo Rosário
A palavra rosário quer dizer um tanto de rosas, um buquê de rosas que se oferece a Nossa Senhora. Cada Ave Maria é uma rosa que oferecemos à Mãe do Céu, com carinho e esperança. Assim, quando rezamos o Santo Rosário completo oferecemos um buquê de  cento e cinquenta rosas à Virgem Maria.

## Instituição da festa litúrgica
Em agradecimento pela vitória da Batalha de Muret, o nobre Simão IV de Monforte mandou construir o primeiro santuário dedicado a Nossa Senhora da Vitória. Em 1572, o Papa Pio V instituiu "Nossa Senhora da Vitória" como uma festa litúrgica para comemorar a vitória da Batalha de Lepanto. A vitória foi atribuída à intercessão da Virgem Maria por ter sido feita uma procissão do rosário naquele dia na Praça de São Pedro, em Roma, para o sucesso da missão da Liga Santa contra os turcos otomanos no oeste da Europa. Em 1573, Papa Gregório XIII mudou o título da comemoração para "Festa do Santo Rosário" e esta festa foi estendida pelo Papa Clemente XII a toda a Igreja Católica. Após as reformas do Concílio Vaticano II a festa foi renomeada para Nossa Senhora do Rosário. A festa tem a classificação litúrgica de memória universal e é comemorada dia 7 de outubro, aniversário da batalha.

## Milagres de Nossa Senhora do Rosário
A devoção a Nossa Senhora do Rosário atravessa os séculos, trazendo a Igreja para o lado de Maria Santíssima, que a leva para a Salvação de Jesus. O Rosário de Maria une a terra aos Céus. Maria Santíssima, em Suas várias aparições (como, por exemplo, em Fátima), sempre insiste para que as pessoas rezem o Rosário, que é um dos caminhos para se chegar a Jesus e a Salvação eterna. O Santo Rosário é também uma poderosa arma de intercessão, um meio certo de se obter graças através da Virgem Maria.